# 2,3-bifosfoglicerato
O 2,3-bifosfoglicerato, 2,3-DPG ou 2,3-BPG, nas formas abreviadas, é um composto provindo da via glicolítica da hemácia, que atua como regulador da atividade da proteína hemoglobina alterando sua afinidade bioquímica pelo oxigênio molecular. É produzido a partir do produto da segunda etapa da fase de pagamento da via glicolítica, o 1,3-bifosfoglicerato.  A partir de uma enzima chamada 2,3-DPG mutase, um grupamento fosfato é transferido do primeiro carbono da cadeia para o segundo carbono na cadeia, permitindo a interação da molécula proteica com o sítio alostérico da hemoglobina.
Haverá maior síntese em casos de altas saturações de oxigênio (SO2), ou seja, em que o oxigênio esteja ligado em grande quantidade com as hemoglobinas nas hemácias. O 2,3-bifosfoglicerato entra em contato com o sítio alostérico da hemoglobina diminuindo sua afinidade com o oxigênio e, consequentemente, liberando-o da estrutura proteica. Assim, o oxigênio se torna livre para se captado pelos tecidos e participar da atividade metabólica aeróbia.